# 姚緒
姚绪（？—？），表字不詳，南安赤亭（今甘肅省隴西縣西）羌人。十六國後秦宗室，將領。後趙末年羌酋姚弋仲子，後秦開國君主姚萇弟。在後秦官至丞相。
后秦建初元年（386年），姚苌称帝，以姚緒为征虏将军、司隶校尉，镇守长安。八年（393年），姚苌死后，姚緒率军镇守安定。姚兴即位，封姚緒为晋王，防御东边。姚緒受命从龙门进入蒲阪，击败西燕河东太守柳恭，拜并州冀州二州牧，镇守蒲阪。弘始四年（402年）后秦征发各军伐北魏，姚绪受命河东兵为前军节度，魏军进攻蒲阪，他固守不战。姚绪有政绩，朝廷大事都先咨询他再执行。后来官至丞相。弘始十四年（412年），姚興下詔讓姚緒與姚碩德、姚旻、尹緯、姚崇等二十四人配饗於姚萇太廟。